# Alicia Rhodes
Alicia Rhodes (Manchester, 8 de setembro de 1978) é uma atriz pornográfica inglesa.

## Biografia
Alicia é de origem caucasiana. Começou sua carreira de atriz pornográfica no ano de 2002, tendo realizado um pouco mais de 160 filmes até o final de 2005.
Alicia se tornou mãe pela primeira vez em 2006.

## Filmografia parcial
- Anal Perversions # 2
- Ass Slaves # 2
- Ass Stretchers # 2
- Ass Watcher # 2
- Assfensive
- Assficianado # 4
- Big Natural Tits # 13
- Big Sausage Pizza
- Big Tit Brotha Lovers # 5
- Big Tits Tight Slits
- Big Tit Patrol (Internet)
- Blow Me Sandwich # 3
- Chasing The Big Ones # 21
- Cum Swallowers # 1
- Cum Swappers # 2
- Deep Throat This # 16
- Fucking Assholes # 1
- Gang Bang Anals
- Gangland # 45
- Gangsta' Bang # 9
- Hardcore Climax
- Hardcore Fuckfest
- Hardcore Honeyz
- Internal Cumbustion # 4
- Interracial Lust # 1
- Jack's Anal Initiations
- Just Anal Sex # 2
- Lex On Blondes
- Perverted POV # 8
- POV Pervert # 2
- Rectal Rooter # 7
- Service Animals # 14, # 15
- Sodomania # 42
- Squirting Adventures Of Dr. G # 3
- Suckers # 1, # 5

## Prêmios e indicações

### XRCO (X-Rated Critics Organization)
- 2003 - Indicada na Categoria "Superslut"
- 2003 - Indicada na Categoria "Sex Scene, Couple" (ao lado de Marc Anthony  - Interracial Lust # 1)
- 2003 - Indicada na Categoria "Group Scene" (ao lado de  Brandon Iron, Dick Delaware, Randy Spears, Steve Holmes, Tony Tedeschi e mais dois homens - Seven The Hard Way # 2)[1]

### Outros
- 2004 - Prêmio BGAFD (British Adult Film Industry) - Melhor Atriz